# SST Lasek
Studenckie Schronisko Turystyczne "Lasek" (wcześniej "Chatka Elektryków") – schronisko (określane również jako chatka studencka) położone tuż pod szczytem góry Łosek (Lasek, Łazek) (868 m n.p.m.), w Paśmie Laskowskim, zaliczanym do Pasma Jałowieckiego, które według regionalizacji Polski opracowanej przez Jerzego Kondrackiego należy do Beskidu Makowskiego. Na mapach i w przewodnikach turystycznych często zaliczane jest do Beskidu Żywieckiego.
Chatka znajduje się w pozostałościach przysiółka Łosek, pomiędzy wsiami Koszarawa i Pewel Wielka, na południe od szczytu przy żółtym szlaku w kierunku Koszarawy.

## Historia
SST "Lasek" funkcjonuje od prawie 40 lat, natomiast sam budynek liczy sobie ponad 100 lat. W 1971 członkowie klubu turystycznego "ELEKT" Wydziału Elektrycznego Politechniki Śląskiej w Gliwicach, pozyskali stara chałupę i rozpoczęli przystosowywanie jej do potrzeb ruchu turystycznego. Do końca lat 90. obiekt funkcjonuje jako chatka studencka zarządzana przez Politechnikę Śląską.
W latach 2001-2015 na chatce na stałe zamieszkuje i ją prowadzi chatkowy Lech Stasiak. 
W 2015 roku po śmierci Lecha Stasiaka obiekt zostaje wykupiony przez prywatnego właściciela i funkcjonuje na zasadzie dzierżawy. 
W 2016 dzierżawcą obiektu i chatkowym zostaje Mariusz Schabikowski; prowadzi ją do 2023 roku.
Od października 2023 do kwietnia 2024 obiekt jest zamknięty.
W kwietniu 2024 grupa zapaleńców postanawia reaktywować obiekt i dogaduje się w tym celu z właścicielem. Powołują Stowarzyszenie "Lasek" im. Lesia Stasiaka  (chatkowy w latach 2001-2015), które zarządza obecnie obiektem.

## Szlaki turystyczne
Schronisko zapewnia dogodny dostęp do szczytów Pasma Jałowieckiego: Lachów Groń, Czerniawę Suchą oraz sam Jałowiec a także pobliskie szczyty Beskidu Żywieckiego: Pilska i Babiej Góry.
Szlaki prowadzące do schroniska:
 – Żółty szlak PTTK z Przełęcz Przysłop – Sopotnia Wielka: wejście z Przyborowa (1.45 h); dojście do Koszarawy (1.15 h) i dalej na Lachów Groń.
Do chatki prowadzą również "szlaki chatkowe", oznaczone symbolem chatki:
 — niebieski – niebieski "szlak chatkowy" (spacerowy) od Koszarawy (30 min), z przystanku PKS Koszarawa szkoła,
 — czerwony – czerwony "szlak chatkowy" (spacerowy) z Pewli Wielkiej (1 h), początek na stacji PKP.

## Warunki pobytu
Budynek schroniska jest podłączony do sieci energetycznej oraz dostęp do bieżącej wody; wyposażony jest w kuchnię, ale schronisko nie prowadzi usług gastronomicznych ani sprzedaży produktów żywnościowych, za to urządzenia kuchenne w tym kuchenka gazowa są do dyspozycji turystów. Ponadto w budynku jest świetlica, toaleta, łazienka z prysznicem (z opcjonalną ciepłą wodą) oraz pomieszczenia sypialne. Schronisko umożliwia noclegi turystom—nominalnie mieści 40 osób; turyści korzystający z chatki powinni mieć ze sobą śpiwór; do dyspozycji jest 5 pomieszczeń sypialnych, w tym jedno duże zajmujące całe poddasze. 
Chatka jest otwarta we wszystkie weekendy od piątku popołudniu do niedzieli popołudniu, oraz nieprzerwanie przez całe wakacje we wszystkie dni tygodnia lecz zalecana jest rezerwacja lub potwierdzenie przyjazdu.  